# Cannabinoid
Cannabinoider är en grupp kemikalier som aktiverar kroppens cannabinoidreceptorer. De ekologiska funktionerna hos cannabinoider inom växtriket inkluderar bland annat skydd mot UV-ljus och uttorkning, samt att fungera som en försvarsmekanism för växten.

## Historia
Cannabinol (CBN) var den första av cannabisplantans cannabinoider som isolerades i slutet av 1800-talet. Strukturen för CBN klargjordes på 1930-talet av kemisten Robert Sidney Cahn och dess kemiska syntes uppnåddes år 1940 i laboratorierna hos kemisten Robert Adams i USA och biokemisten Lord Todd i Storbritannien. En andra cannabinoid, cannabidiol (CBD), erhölls under samma år av Adams och kollegor, medan tetrahydrocannabinol (THC) extraherades från cannabisplantan först år 1942 av Wollner, Matchett, Levine och Loewe.

## Förekomst i naturen
Cannabinoider förekommer naturligt i flera växtsläkten, bland annat i cannabis (Cannabis sativa), solhattssläktet (Echinacea) och i kakao (Theobroma cacao). Det finns hundratals identifierade cannabinoider i hampa (Cannabis sativa). Övriga växtsläkten med naturligt förekommande cannabinoider är Acmella oleracea, Radula marginata samt Helium italicum.

## Huvudgrupper
Cannabinoider delas in i tre huvudgrupper
- Fytocannabinoider, som förekommer naturligt bland annat i Rhododendronsläktet, Cannabis sativa, vissa bönor samt vissa svampar.[2]
- Endogena cannabinoider, som förekommer naturligt i människokroppen och i andra däggdjur, t.ex. anandamid.[6][7]
- Syntetiska cannabinoider som produceras i laboratorier, t.ex. cannabicyclohexanol och 1-pentyl-3-(1-naphthoyl)indol.[8]

### Fytocannabinoider
De flesta fytocannabinoidföreningar består av 21 kolatomer. Några följer dock inte denna regel, främst beroende på den varierande längden hos sidkedjan som är fäst vid den aromatiska ringen. Längden är fem kolatomer i THC, CBD, och CBN. I den vanligaste homologen är denna kedja utbytt med en kedja bestående av tre kolatomer. Cannabinoider med detta attribut namnges med suffixet "varin". THC blir då THCV, CBD CBDV och så vidare. Det verkar som den kortare kedjan ökar intensiteten och förkortar tiden då kemikalien är aktiv.
Cannabinoider upptäcktes på 1940-talet, då man identifierade CBD och CBN. Strukturen hos THC fastställdes 1964. Man känner till ett hundratal fytocannabinioider. Av dessa är tetrahydrocannabinol (THC), cannabidiol (CBD) och cannabinol (CBN) de i störst kvantiteter föreliggande och noggrannast studerade. Cannabinoidproduktionen initieras i plantan då ett enzym får CBG att bildas. CBG konverteras sedan till THC, CBD och CBC. De olika "varin"-varianterna bildas på liknande sätt baserat på CBGV. 
Cannabisplantan uppvisar stor variationsrikedom i de mängder och varianter av cannabinoider de producerar men även cannabinoider som plantan ej producerar men som härstammar från cannabisväxten räknas som fytocannabinoider. Den specifika cannabinoidblandning plantan producerar kallas dess cannabinoidprofil. Selektivt urval har använts för att kontrollera plantans gener och på så sätt modifiera dess cannabinoidprofil.
Frösorter avsedda för medicinska ändamål, rekreationella ändamål, för frö eller fiber kan vara såväl THC-dominanta som CBD-dominanta.

#### Vanliga fytocannabinoider och deras egenskaper
THC (Δ-9-THC) är cannabisplantans primära psykoaktiva komponent. Medicinskt sett är den liksom de flesta cannabinoider antioxidant och neuroprotektiv mot hjärnskador orsakade av gifter, syrebrist och/eller hjärnskakning. THC minskar även takten med vilken tumörer växer, vilket även andra cannabinoider gör i variende grad. THC reagerar hellre med CB-1 än CB-2-receptorer, dess effekter är därmed mer cerebrala.
CBD är inte psykoaktivt i sig även om det har smärtstillande, sövande och antibiotiska egenskaper. För att CBD indirekt ska verka psykoaktivt måste tillräckligt höga nivåer THC föreligga. Detta då CBD interagerar med THC genom att förstärka eller försvaga vissa av de psykoaktiva kvaliteterna hos THC. Det kan även minska takten varmed THC rensas ut ur kroppen, möjligtvis genom påverkan på ämnesomsättningen i levern. Medicinskt sett lindrar CBD konvulsion, inflammation, ångest och illamående. CBD reagerar hellre med CB-2 än CB-1-receptorer, dess effekter är därmed mer koncentrerade till kroppen. 
CBN bildas när THC förfaller vid dålig lagring, i solljus eller luft. Det är därmed vanligen inte mycket CBN i en färsk planta. Cannabinoiden är enbart lätt psykoaktiv, maximalt 1/10 av THC, och tycks förstärka de desorienterande aspekterna hos densamma.
THCV (tetrahydrocannabivarin) är propylhomologen till THC. I den vanliga aromatiska kolatomsringen är de fem kolatomerna ersatta av en kort propylkedja bestående av tre kolatomer. Dess effekter hos människan är ännu inte väl kända. THCV verkar dock både reagera och inaktiveras snabbare, samt vara något mindre psykoaktiv, än THC.
CBC (cannabichromene) utgör maximalt 20 % av cannabinoiderna i cannabisplantan. Man trodde förr att den utgjorde en mycket mindre andel, men mer exakt analys har visat att föreningen ofta klassats som CBD. CBC är ej psykoaktiv, men antas interagera med THC. Ljus förvandlar CBC till CBL (cannabicyclol) vilken finns i ytterst små mängder, om alls, i färska plantor.
Dessa föreningar kan ha olika former beroende på positionen hos den dubbla bindningen i den alicykliska kolatomringen. Det finns grund för förvirring då olika numreringsystem är i bruk för att beskriva denna dubbla bindnings position. De olika systemen har sitt ursprung i dels Europa, dels USA; det amerikanska är det numera mest använda. I detta system kallas den vanligaste formen av THC för delta-9-THC, den mindre vanligt antagna formen delta-8-THC. Vid benämning räknar man igenom kolatomerna. Ett Δ framför betyder att en dubbelbindning står att finna vid denna position. I det ursprungligen europeiska systemet kallas dessa föreningar delta-1-THC och delta-6-THC. 

### Endogena cannabinoider
Många djurarter producerar cannabinoider naturligt i kroppen. Efter det att man fann cannabinoidreceptorer på 1980-talet började forskare leta efter kroppsegna ämnen som aktiverar dessa receptorer. 
Under det tidiga 1990-talet fann man det första sådana ämnet, anandamid. Anandamid är en fleromättad fettsyra med medicinska effekter liknande dem hos THC, fastän dess kemiska struktur inte påminner mycket om den. Anandamid binder primärt till CB-1-receptorn och är ungefär hälften så potent som THC.
En annan endocannabinoid, 2-arakidonylglycerol, binder till både CB-1 och CB-2. Den finns i större kvantiteter men är mindre aktiv än anandamid. Man vet ännu relativt lite om de två andra kroppsegna cannabinoider man upptäckt, palmitoyl etanolamid och oleamid. 

### Syntetiska cannabinoider
Syntetiska cannabinoider produceras i laboratorier genom organisk syntes men kan förekomma naturligt i växter eller djur. Vanligtvis är denna syntes baserad på strukturen hos fytocannabinoider, även om vissa syntetiska cannabinoider har baserats på endogena cannabinoider. 
Man har särskilt stor nytta av syntetiska cannabinoider då man i experiment försöker avgöra hur strukturen påverkar cannabinoidens effekter. En nämnvärd syntetisk cannabinoid heter nabilon och används i för att hämma illamående vid behandling av cancer.

## Cannabinoidreceptorer
En cannabinoidreceptor är en G-proteinkopplad receptor som mottager och svarar på cannabinoider genom att skicka signaler till cellkärnan. Cannabinoiden hittar receptorerna via blodomloppet.
Fram till 1988 var det fortfarande oklart huruvida cannabinoider framkallar sin effekt genom att påverka cellmembranen, liksom alkohol, eller genom att binda till en speciell sorts receptor. 1988 var året då man upptäckte cannabinoidreceptorn, och problemet var löst. De är vanliga i djur då man har funnit dem i däggdjur, fåglar, fiskar och reptiler. Man känner för tillfället till två olika sorters cannabinoidreceptorer, CB-1 och CB-2.
Receptorer av typen CB-1 hittar man främst i hjärnan, närmare bestämt på neuroner (nervceller) som ligger i det limbiska systemet (känslor, minneshantering) och i två delar som är av betydelse för rörelser; substantia nigra samt lillhjärnan. Man finner dem även i såväl manliga som kvinnliga fortplantningsystem. Receptorer av typen CB-1 är i princip frånvarande i förlängda märgen (medulla oblongata), den del av hjärnan som ansvarar för de respiratoriska och kardiovaskulära funktionerna. Därför finns heller ingen risk för att respiratoriska eller kardiovaskulära system ska fallera, vilket det finns med många andra droger. CB-1-receptorer verkar vara ansvariga för cannabisplantans euforiska och antikonvulsiva effekter. 
CB-2-receptorer finner man enbart i immunsystemet, med störst koncentrationer i mjälten. Denna typ av cannabinoidreceptor verkar vara ansvarig för cannabisplantans antiinflammatoriska effekter, möjligen även andra terapeutiska effekter.
Proteinsekvenserna i dessa två receptortyper är lika till ungefär 45 %. Små variationer i varje receptortyp har identifierats. Det finns vissa indikationer på att även andra receptortyper existerar, men inga har bekräftats. Cannabinoider binder reversibelt och stereoselektivt till cannabinoidreceptorerna. Cannabinoider som binder mer selektivt till vissa receptorer är att föredra för medicinskt bruk. 
Cannabinoider är generellt sett cannabinoidreceptoragonister, vilket betyder att de dockar med en cannabiniodreceptor och aktiverar den. Det har även forskats kring kemiska föreningar som förhindrar aktiveringen av receptorn. Sådana receptorantagonister har medicinsk potential.
Cannabinoider kan intas genom rökning, förångning och inhalering, stolpiller, transdermalt plåster, intravenös injektion, absorption under tungan eller oralt. Väl i kroppen metaboliseras de flesta cannabinoider i levern, några lagras dock i fettvävnad. Δ-9-THC metaboliseras till 11-Hydroxi-Δ-9-THC, vilket i sin tur metaboliseras till 11-Nor-9-Carboxy-THC. I många fall kan icke-psykoaktiva cannabinoidmetaboliter finnas kvar i kroppen i några veckor efter intag.

## Smärtbehandling i sjukvården
Evidensen för smärtstillande effekter av cannabispreparat är klena eller saknas helt.: